# График движения поездов

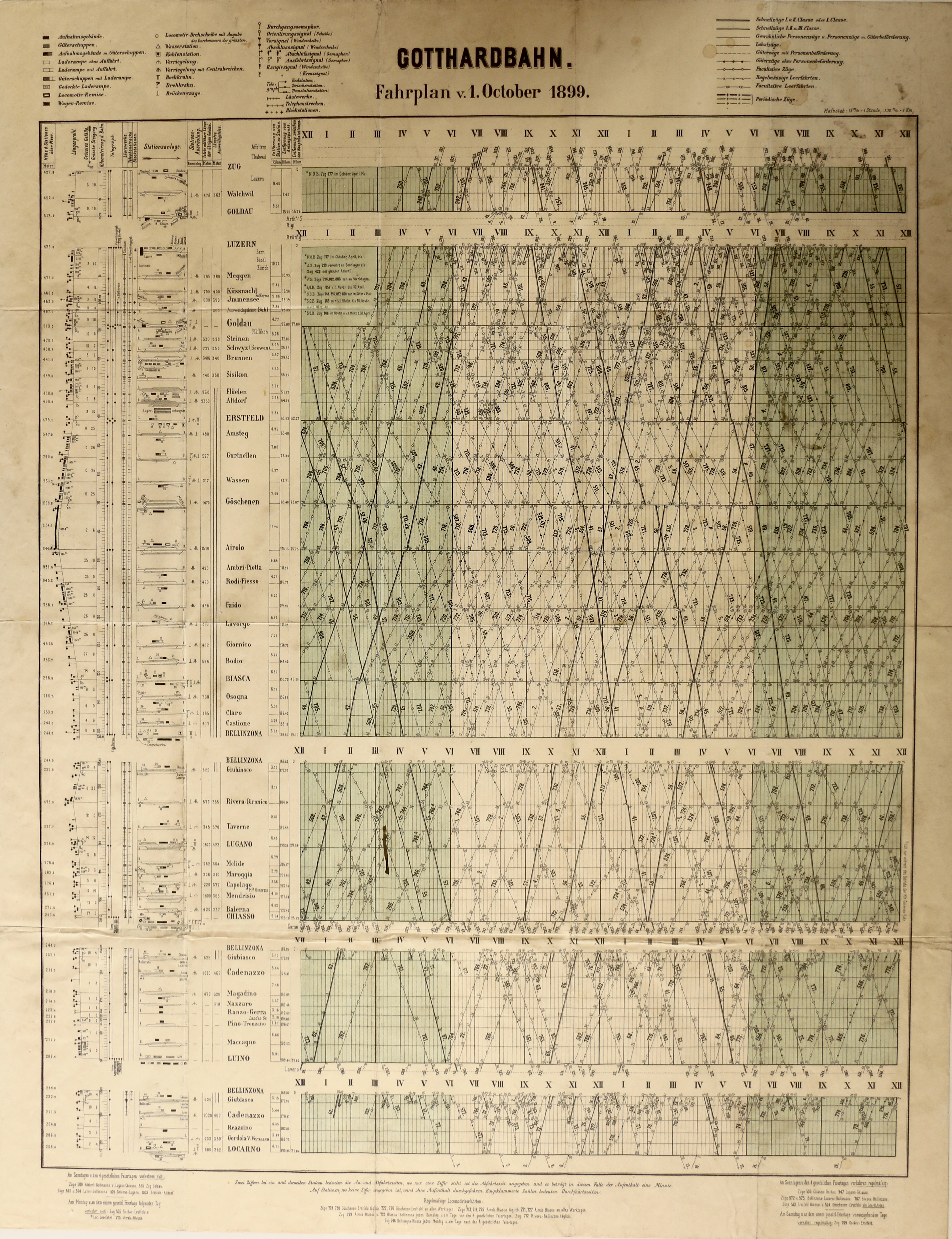
График движения поездов 1899 года Готардской железной дороги

График движения поездов — это графическое отображение движения поездов на масштабной сетке, где на горизонтальной оси отображено время в минутах, на вертикальной расстояние в километрах, горизонтальными линиями самой сетки отображаются раздельные пункты. На графике также отображается дополнительная информация по поездам (номер поезда, серия локомотива, масса и длина поезда, перегонные времена хода поездов, станционные интервалы и т. д.).
Является планировочно-исполнительным технологическим документом. Разработан в России, применён впервые в 1854 году на Петербург-Московской железной дороге.
График движения поездов является особой разновидностью графика движения на транспорте и используется во многих странах.

## Отображение основных эксплуатационных событий на графике (см. пример)

Пример графика движения поездов однопутного участка с автоблокировкой

Отображение на графике исполненного движения поездов столкновения встречных пассажирских поездов на однопутной линии Андрия — Корато 12 июля 2016 года в 11:05:20 местного времени

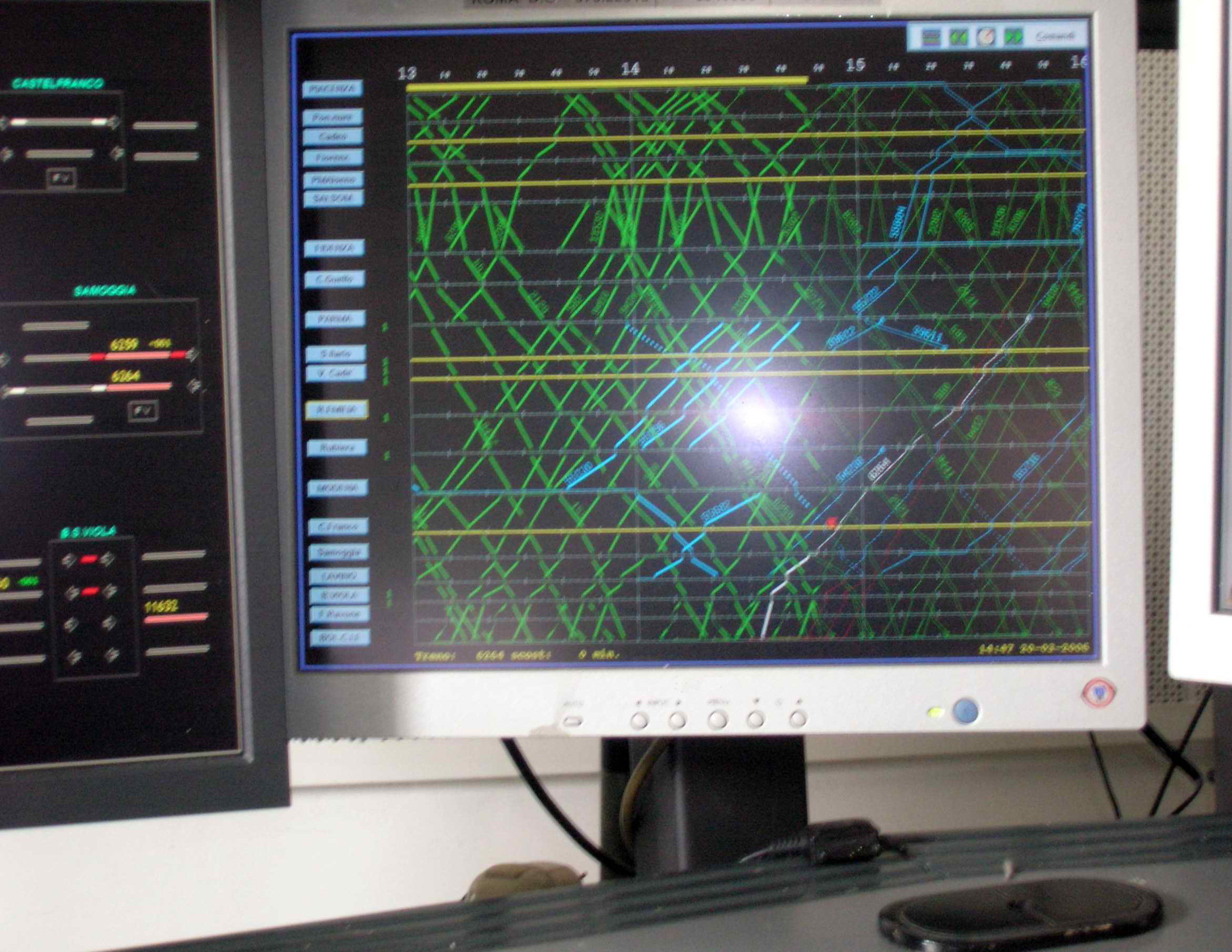
График реального времени исполненного движения в электронном виде на мониторе системы SSDC поездного диспетчера линии Пьяченца — Болонья Итальянских железных дорог

- Скрещение — разъезд поездов встречного направления: на примере, скрещение поезда № 18 с поездом № 121 организовано на разъезде «в».
- Обгон — обгон одного поезда другим попутного направления: на примере, обгон грузового поезда № 2021 скорым поездом № 67 организован на станции «б».
- Работа сборного поезда на участке — развоз груженых вагонов и сбор порожних (этим обусловлены длительные стоянки под операциями): показан на примере поезда № 3561.
- Следование поездов в пакете: на примере пропуска трех пассажирских поездов № 26, № 158 и № 8 с разделением межпоездным интервалом в 10 мин.

## Классификация графиков
График движения поездов подразделяется в зависимости:
- от соотношения скорости поездов:

параллельный,
непараллельный;
- от количества главных путей на перегоне:

однопутный,
двухпутный,
многопутный;
- по размеру движения чётного и нечётного направлений:

парный,
непарный;
- от времени занятия перегона поездами:

идентичный,
неидентичный;
- по расположению попутных поездов:

пачечный,
пакетный;
- по заполненности пропускной способности участка:

максимальный,
немаксимальный.

## Тактовое движение
Согласно одному из определений, такт — равномерно следующие одно за другим движения; ритм. Станционные и межпоездные интервалы — это минимальные промежутки времени для выполнения операций приема и отправления поездов. Таким образом, тактовое движение — организованное движение попутно следующих поездов, отправляющихся с начальной станции через одинаковые интервалы времени.

На практике, введение тактового движения на Ленинградском направлении позволило организовать отправление ВСП «Сапсан» через каждые два часа из Санкт-Петербурга и Москвы в светлое время суток. 
При этом размеры движения будут составлять 15 пар поездов в сутки, а количество предлагаемых среднесуточно мест — 15 450.
 Таким образом, с вводом тактового движения ВСП «Сапсан» устраняется причина, по которой пассажиры отдавали предпочтение авиаперевозкам.